# Izofona (językoznawstwo)
Izofona – w językoznawstwie wytyczona na mapie linia oddzielająca od siebie tereny, na których ten sam fonem rozwinął się na różne sposoby.
Przykładowo, w Wielkopolsce dawne spółgłoski sz, ż, cz, dż nie uległy zmianie, podczas gdy na Mazurach przeszły w s, z, c, dz. Na mapie językowej ilustrującej rozwój poszczególnych głosek oba te tereny będą oddzielone od siebie linią, będącą właśnie izofoną.